# Willy Slabbers
Willy Slabbers (2 juni 1926) is een gewezen Belgische atleet, die gespecialiseerd was in het hordelopen.

## Biografie
Slabbers werd in 1953 voor het eerst Belgisch kampioen op de 110 m horden. Het jaar nadien verlengde hij zijn titel en nam hij ook deel aan de  Europese kampioenschappen in Bern. Hij werd uitgeschakeld in de reeksen.

### Clubs
Slabbers was aangesloten bij Racing Club Brussel.

## Belgische kampioenschappen
| Onderdeel    | Jaar       |
| ------------ | ---------- |
| 110 m horden | 1953, 1954 |

## Persoonlijk record
| Onderdeel    | Prestatie | Datum           | Plaats  |
| ------------ | --------- | --------------- | ------- |
| 110 m horden | 15,0 s    | 8 augustus 1954 | Brussel |

## Palmares

### 110 m horden
- 1953:  BK AC – 15,4 s
- 1954:  BK AC – 15,0 s
- 1954: 5e in reeks EK in Bern – 15,5 s

### 200 m horden
- 1953:  BK AC – 26,3 s